# Monserrato
Monserrato is een gemeente in de Italiaanse provincie Cagliari (regio Sardinië) en telt 20.768 inwoners (31-12-2004). De oppervlakte bedraagt 6,4 km2, de bevolkingsdichtheid is 3245 inwoners per km2.

## Demografie
Monserrato telt ongeveer 7005 huishoudens. Het aantal inwoners steeg in de periode 1991-2001 met 1,2% volgens cijfers uit de tienjaarlijkse volkstellingen van ISTAT.
| Jaar | Inwoneraantal |
| ---- | ------------- |
| 1991 | 20.578        |
| 2001 | 20.829        |

## Geografie
De gemeente ligt op ongeveer 2 m boven zeeniveau.
Monserrato grenst aan de volgende gemeenten: Cagliari, Quartu Sant'Elena, Quartucciu, Selargius.